# Rhynchonkos stovalli
Rhynchonkos stovalli és una espècie extinta de tetràpode lepospòndil de l'ordre Microssauria que va viure al començament del període Permià en el que avui són els Estats Units. El gènere va ser anomenat per Schultze & Foreman (1981), sent assignat al grup monotípic Goniorhynchidae per Carroll (1988).